# Fabula palliata
Pour les articles homonymes, voir Fabula (homonymie).
 (mai 2025).
La fabula palliata est un genre de comédie latine ayant un sujet grec : les personnages, les décors sont grecs ainsi que, le plus souvent, l'œuvre originale dont elle est tirée.
Elle se diffuse à Rome à partir du IIIe siècle av. J.-C. et subit l'influence de la nouvelle comédie grecque de l'époque hellénistique grecque : des poètes Ménandre, Philémon et de Diphilus de Sinope, par l'argument, la trame et le décor.
La production de palliatae se termine au IIe siècle av. J.-C., parallèlement à la propagation de la fabula togata.
Les références aux coutumes, traditions et institutions romaines y sont extrêmement rares, contrairement à la fabula praetexta, genre tragique, à l'exception cependant des œuvres de Plaute, qui mélange parfois des éléments des deux différentes réalités pour en créer des effets particulièrement hilarants.

## Étymologie
Le nom de ce genre dérive du pallium, vêtement issu de l'himation, l'habit national grec, porté par les acteurs de ce genre. Il s'agissait d'un mantelet couleur pourpre de forme simple, en opposition à la toge, habit romain compliqué, qui donnera son nom au genre fabula togata, la comédie latine en costumes romains.
Toutes les comédies latines qui nous sont parvenues sont des fabulae palliatae.

## Caractéristiques
La fabula palliata est constituée de différentes parties :
- parties chantées (Cantica), dans une grande variabilité de mètres
- parties récitées avec accompagnement musical
- parties exclusivement récitées, en sénaire iambique.

## Œuvres
La palliata fabula est populaire à Rome depuis les premiers essais de Naevius (235 av. J.-C.) jusqu'à la mort de Térence (160 av. J.-C.). 
Un développement rapide de ce genre a été possible dans le monde romain, durant 100 ans, grâce à ses liens avec la nouvelle comédie grecque.
Ce genre a été introduit en latin par Livius Andronicus. L'on conserve trois titres et six fragments de ses palliatae : Gladiolus (L'épée), Ludius (Le bouffon ou Lelydien), Verpus (Le circoncis) ou Virgus (Le Vierge) ou Vargus (L'homme aux pieds tordus).
En plus de celles des poètes latins archaïques (Gnaeus Naevius, Livius Andronicus et Quintus Ennius), on conserve aussi des pièces de Plaute (vingt palliatae lui sont attribuées), Térence (auteur de six palliatae) et Caecilius Statius.
La production de Gnaeus Naevius était large. Nous en conservons trente-cinq titres et un corpus de fragments, pour un total de cent cinquante vers. Parmi ces œuvres, certaines conservent leur titre en grec : Asticozòmenos (L'homme frappé par un javelot), Agrupnuntes (Les Insomniaques), Astiologa (La femme qui parle poliment), Colax (Le Flatteur), Stalagmus ; d'autres ont un titre latin, dans lequel le suffixe -aria, -oria suggère le terme fabula, Agitatoria (La Comédie de l'aurige), Corollaria (La Comédie des couronnes), Tunicolaria (La Comédie de la tunique), Figulus (Le Potier), Tarentilla (La Fille de Tarente). Elles ressortent clairement de l'influence des œuvres de la nouvelle comédie grecque, dont il réutilise les caractères typiques. 
Il est cependant impossible de reconstruire la trame d'œuvres car on ne dispose que de peu de fragments : en effet, aux éléments d'origine grecque s'en mélangent d'autres beaucoup plus typiquement romains et italiques ; d'origine italique en particulier, sont les références à des localités, certaines coutumes particulières et la présence dans les textes d'éléments triviaux et obscènes, originaires des Fescennins et d'œuvres comme le Testicularia (La comédie des testicules) et le Tripallus (Le tri-phallus).
La production comique d'Ennius est plus petite et sans doute moins appréciée. Il ne nous en reste que quelques fragments et deux titres: Caupuncula (La Fille de l'auberge) et Pancratiastes (Les Pancraces).

## Sources
- G. Pontiggia; M.C. Grandi, Letteratura latina. Storia e testi, Milano, Principato, 1996.
- A. Traglia, Poeti latini arcaici, I, Livio Andronico, Nevio, Ennio, UTET, 1986.
- Marzia Mortarino, Mauro Reali, Gisella Turazza, Genius Loci. Storia e antologia della letteratura latina', volume 1 (Dalle origini all'età di cesare), Loescher, 2007-2011,  (ISBN 978-88-201-2589-9).

- (it) Cet article est partiellement ou en totalité issu de l’article de Wikipédia en italien intitulé « Palliata » (voir la liste des auteurs).